# Okoubaka (Gattung)
Okoubaka ist eine Pflanzengattung, über deren Stellung innerhalb der Ordnung der Sandelholzartigen (Santalales) lange diskutiert wurde. Man stellte sie in die Familien der  Sandelholzgewächse (Santalaceae), Olacaceae oder  eine kleine Familie Octoknemaceae. Sie wurde 1957 von Stauffer von den Olacaceae zu den Santalaceae gestellt. 2010 wurde diese Gattung in Daniel L. Nickrent, Valéry Malécot, Romina Vidal-Russell & Joshua P. Der: A revised classification of Santalales, In: Taxon, Volume 59, 2, 2010, S. 538–558 mit weiteren sieben Gattungen in die neue Familie Cervantesiaceae gestellt.

## Beschreibung
Die zwei Okoubaka-Arten wachsen als Bäume, die bis zu 40 Meter hoch werden können. Es sind Hemiparasiten. Die wechselständig an den Zweigen angeordneten Laubblätter bestehen aus einem Blattstiel und einer einfachen, behaarten Blattspreite.
Okoubaka-Arten sind zweihäusig getrenntgeschlechtig (diözisch). Die rispigen Blütenstände sind aus ährigen Teilblütenständen zusammengesetzt. Die gestielten, eingeschlechtigen Blüten sind radiärsymmetrisch und fünfzählig mit einfacher Blütenhülle, die Kelchblätter fehlen. Die männlichen Blüten enthalten nur einen Kreis mit fünf Staubblättern. Die weiblichen Blüten besitzen einen einkammerigen, (halb)unterständigen Fruchtknoten. Es ist nur ein Griffel mit gelappter Narbe vorhanden. Reduzierte Organe des jeweils anderen Geschlechtes sind in den Blüten enthalten. Es ist ein drüsiger Diskus vorhanden. Sie bilden größere Steinfrüchte.

## Systematik und Verbreitung
Die Gattung Okoubaka wurde 1946 in Bulletin de la Société Botanique de France 93, S. 139 mit der Typusart Okoubaka aubrevillei Pellegr. & Normand aufgestellt.
Die Gattung Okoubaka enthält nur zwei Arten, die beide im tropischen Afrika beheimatet sind:
- Okoubaka aubrevillei Pellegr. & Normand: Sie kommt in der Elfenbeinküste, in Liberia, Ghana und Kamerun vor.[2]
- Okoubaka michelsonii J.Léonard & Troupin: Sie kommt in Zaire vor.[2]

## Ökologie
Die Art Okoubaka aubrevillei lebt nach Veenendaal et al. als Halbschmarotzer durch die Wurzeln benachbarter Bäume.